# Jean-Baptiste Saviot
Jean Baptiste Saviot, né le 22 décembre 1770 à Charleville-Mézières (Ardennes), mort le 8 novembre 1830 à Paris, est un général français de la Révolution et de l’Empire.

## États de service
Jean-Baptiste Saviot est né le 22 décembre 1770 à Charleville, petit-fils d'un colporteur né à Marlens,. Il choisit de faire une carrière militaire et entre en service comme soldat le 1er janvier 1788, au 43e régiment d’infanterie. Après la révolution, il devient sergent-major le 11 août 1791 au 2e bataillon de volontaires des Ardennes. Le 12 août 1791, il est nommé lieutenant de grenadier, et capitaine le 19 novembre 1791.
Le 12 mars 1792, il est nommé sous-lieutenant par le général Dampierre au 1er régiment de hussards. Il est blessé de trois coups de sabre le 6 novembre 1792 à la Bataille de Jemappes. Le 22 septembre 1793, il devient aide de camp du général Walther, et obtient son brevet de lieutenant le 23 décembre 1794. Il est promu capitaine le 27 septembre 1796. Il est blessé d’un éclat d’obus au passage de la Piave le 11 mars 1797, ainsi que le 16 mars suivant au passage du Tagliamento, où il reçoit une balle et un coup de sabre à la cuisse droite. Il est élevé au grade de chef d’escadron le 4 novembre 1799, aide de camp de l’adjudant-général Grandjean.
Le 30 décembre 1801, il est affecté au 23e régiment de cavalerie comme chef  d'escadron, puis le 6 janvier 1803, il passe à la suite du 6e régiment de cuirassiers. Il est fait chevalier de la Légion d’honneur le 19 juin 1805. Le 12 septembre 1805, il occupe les fonctions de chef d’état-major à la 2e division de l'armée d’Italie, et le 9 février 1806, il retourne au 6e régiment de cuirassiers. Le 7 janvier 1807, il est affecté au 7e régiment de cuirassiers. Il est fait chevalier de l'ordre de la Couronne de fer le 10 mai 1807. Le 25 juin 1807, il est nommé major commandant le 5e régiment de dragons, et le 25 août 1809, il est envoyé à la 1re division de l’armée du Nord, comme chef d’état-major.

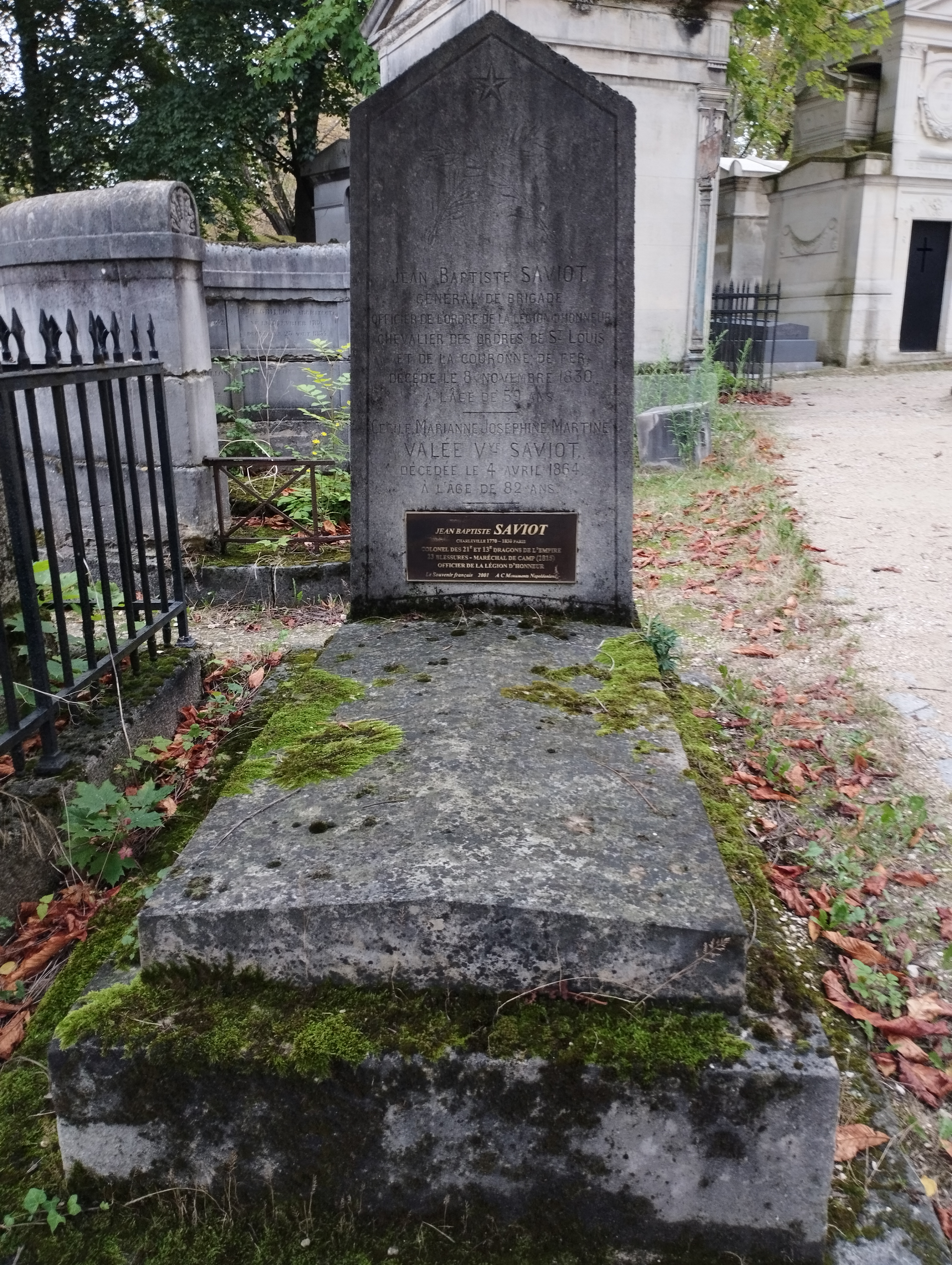
Tombe de Jean-Baptiste Saviot au cimetière du Père-Lachaise (division 24).

Le 25 mars 1810, il intègre le dépôt de cavalerie du 5e dragons, et le 25 mars 1812, il devient colonel du 21e régiment de dragons. Il est élevé au grade d’officier de la Légion d’honneur le 14 juillet 1813. il est blessé lors de la campagne de France, à la bataille de Château-Thierry le 12 février 1814.
Lors de la première restauration, le roi Louis XVIII le fait chevalier de Saint-Louis le 7 juin 1814, et le place en demi-solde le 25 août suivant. Pendant les Cent-Jours, l'Empereur lui donne le commandement du 13e régiment de dragons le 21 avril 1815. Il est promu général de brigade le 3 juillet 1815. Au retour des Bourbons, sa nomination est annulée. Il est mis en non activité le 20 février 1816, avec le grade de colonel. Il est admis à la retraite le 6 juin 1821.
Il meurt le 8 novembre 1830, à Paris. Il est inhumé au cimetière du Père-Lachaise (24e division), dans la même ville.

## Référence
1. ↑  « Saviot Jean-Baptiste », La Revue savoisienne, Académie florimontane,‎ 1926, p. 143 (lire en ligne)
2. 1 2  « Saviot Jean-Baptiste », dans Alain Chappet, Roger Martin, et Alain Pigeard, Le guide Napoléon: 4000 lieux de mémoire pour revivre l'épopée, Tallandier, 2005, 958 p.
3. 1 2 3 4 5 6 7 8 9 10  « Dossier du légionnaire Saviot, Jean-Baptiste. N° de Notice : L2472042. États des Services », sur Base Léonore
4. ↑  « Officier de la Légion d’honneur », base Léonore, ministère français de la Culture
5. ↑  Amis et Passionnés du Père Lachaise (APPL), « Saviot Jean-Baptiste (1770-1830) », sur Cimetière du Père Lachaise – APPL, 9 mai 2006 (consulté le 20 octobre 2024)

## Autres sources
- Arthur Chuquet, Ordres et apostilles de Napoléon (1799-1815), paris, librairie ancienne Honoré Champion, 1912, p. 259 - 261